# Piratas moros
Los piratas moros, también conocidos como piratas del Joló, fueron unos bandoleros musulmanes del sur de las Filipinas que participaron en frecuentes actos de piratería, principalmente contra los españoles, a partir de finales del siglo XVI. A causa de las continuas luchas entre España y el pueblo moro, el área del mar de Joló y sus alrededores se convirtieron un refugio de piratas, que no se consiguió eliminar hasta principios del siglo XX. Estos bandidos no deben ser confundidos con las fuerzas navales o corsarias de las diversas tribus moras, aunque muchos de ellos operaban bajo órdenes de aquellas en tiempos de guerra. Después de la Segunda Guerra Mundial, resurgió el fenómeno de la piratería en el mar de Joló y persiste hasta el presente. 

## Equipamiento

### Barcos
Los barcos piratas utilizados por los moros eran conocidos como praos o garays, y su diseño variaba. La mayoría eran galeras de madera de cerca de noventa pies de largo con una manga de tres metros, y podían transportar de 50 a 100 tripulantes. Los moros generalmente armaban sus bajeles con tres pedreros, llamados lelahs o lantakas, y ocasionalmente un cañón pesado. Los praos eran muy veloces, y los piratas se aprovechaban de los buques mercantes que navegaban por aguas poco profundas y en calma a su paso por el mar de Joló. La trata de esclavos y los asaltos eran también muy comunes, y los piratas podían reunir grandes flotas de praos para atacar ciudades costeras. Cientos de cristianos fueron capturados y encarcelados durante siglos, muchos usados como galeotes a bordo de las embarcaciones de los bandidos.

### Armas
Además de mosquetes y fusiles de avancarga, en los abordajes los piratas moros, así como los marinos y los corsarios, utilizaban una daga llamada kris, con un canal esculpido y una hoja ondulada, que hacía difícil de curar una herida causada por el arma. La empuñadura, de madera o marfil, era a menudo adornada con oro o plata. Los piratas moros también usaban el kampeli (una espada), el barong (un cuchillo) y una lanza de bambú con punta de hierro. Los pedreros de los filipinos no eran como los más modernos cañones de las potencias occidentales, eran de una tecnología muy antigua, lo que los hacía bastante imprecisos, sobre todo en mar abierto. El uso de lantakas data de inicios del siglo XVI, pudiendo llegar a medir seis pies de largo, requiriendo varios hombres para levantar una, y disparaban balas de media libra o metralla. El ánima del lantaka era perforado manualmente, estando este hundido en un hoyo lleno de tierra para mantenerlo en posición vertical. Su caña era perforada por un grupo de hombres que caminaban en círculo para accionar la broca del taladro manual.

## Historia
Los españoles se enfrentaron con frecuencia a los moros en la década de 1840. La más famosa acción fue la expedición a la isla de Balanguingui de 1848, llevada a cabo por el brigadier José Ruiz de Apodaca, en la que participaron diecinueve pequeños barcos de guerra y cientos de soldados (Regimiento de Infantería "España"). A esta fuerza se opusieron al menos 1000 moros en posesión de cuatro fuertes con 124 cañones y una abundante cantidad de armas ligeras. También disponían de decenas de praos en la isla, pero los piratas prefirieron guarnecer las fortificaciones a enfrentarse a las tropas coloniales en el mar. Los españoles irrumpieron en tres de las posiciones por la fuerza y capturaron la restante después de la retirada de sus enemigos. En la operación se liberaron más de 500 prisioneros, y se infligieron 500 muertos o heridos a los moros, que además perdieron 150 de sus naves. Los españoles en cambio tuvieron 22 muertos y alrededor de 210 heridos. Los piratas volvieron a ocupar Balanguingui en 1849, pero la expedición enviada esta vez apenas encontró resistencia.
También en la década de 1840, James Brooke se convirtió en el Rajá blanco de Sarawak y dirigió una pequeña armada en una serie de campañas contra los piratas moros. En 1843, Brooke atacó a los bucaneros de Malludu, y en junio de 1847, el rajá libró una gran batalla con aquellos en Balanini, donde decenas de praos fueron capturados o hundidos. Brooke tomó parte también en 1849 en algunas acciones contra la piratería. Durante una confrontación con seis praos de los illanun en 1862, el capitán y heredero del rajá, John Brooke, hundió cuatro embistiéndolos con su barco de vapor de cuatro cañones, el Rainbow. Cada barco pirata tenía más de 100 tripulantes y todos estaban equipados con tres pedreros de bronce. John Brooke tuvo unos pocos muertos y heridos, mientras que los moros sufrieron al menos 100 bajas. Varios presos fueron liberados también.
A pesar de los esfuerzos españoles por erradicar la amenaza de los piratas, la piratería persistió hasta inicios del siglo XX. En 1898, España cedió a Estados Unidos las Filipinas como consecuencia de la Guerra hispano-estadounidense. Al final del conflicto, las tropas estadounidenses se embarcaron en una campaña de pacificación que duró desde 1903 hasta 1913, extendiendo el dominio estadounidense al sur de las Filipinas y eliminando la piratería.

## Piratería contemporánea
La piratería resurgió inmediatamente después del fin de la Segunda Guerra Mundial, como resultado del deterioro de la seguridad en la región y la gran disponibilidad de motores militares sobrantes y armas de fuego modernas.: 37  Las autoridades británicas en Borneo del Norte registraron 232 ataques de piratas entre 1959 y 1962.: 38  Durante este período inicial de la piratería, los piratas atacaban a los mercaderes de copra, pero también atacaban barcos pesqueros y de pasajeros, además de efectuar incursiones contra aldeas costeras. Por ejemplo, en 1985, los piratas sembraron el caos en el pueblo de Lahad Datu en Sabah, matando 21 personas e hiriendo a 11.
La insurgencia armada del Frente Moro de Liberación Nacional (FMLN, fundado en 1972) y del Frente Islámico de Liberación Mora (FILM, fundado en 1977), ofreció un nuevo impulso a la piratería, con ambas organizaciones tomando parte en esta para financiar su lucha armada.: 154  De los 155 ataques piratas que tuvieron lugar en las Filipinas en 2003, 16 fueron atribuidos al FILM,: 42  mientras que el FMLN se ocupa con la extorsión de pescadores, amenazándolos con atacarlos si no pagan el cupo.: 111  Del mismo modo Abu Sayyaf (fundado a inicios de la década de 1990), frecuentemente ha perpetrado ataques piratas, tanto para financiarse como para obtener ganancias personales.: 155 

### Metodología
La piratería en el mar de Joló es principalmente perpetrada por pequeños grupos de menos de 10 personas,: 276  que generalmente están bien armadas y suelen ser más violentas que sus contrapartes en otras áreas del mundo,: 154  frecuentemente matando a sus víctimas con disparos o arrojándolas al mar para que se ahoguen.: 42  Las armas empleadas por los piratas incluyen revólveres, pistolas y fusiles, tales como el AK-47, el M16, el M1 Garand y el FN FAL.: 42  Los piratas casi siempre atacan embarcaciones pequeñas, incluso barcos pesqueros, de pasajeros y cargueros.: 151  Aunque los piratas principalmente roban las pertenencias de los viajeros, el cargamento y los peces capturados, a veces toman rehenes para pedir rescate.: 152  Además, a veces los piratas roban los motores fuera de borda de la embarcación o la propia embarcación, ya sea para revenderla o para quedársela.

### Estadísticas de la piratería
Las estadísticas sobre la cantidad de incidentes de piratería que suceden en el mar de Joló no son fiables debido a varios factores. Por una parte, los incidentes en el mar de Joló son usualmente registrados en las estadísticas para toda Filipinas o Malasia. Por otra parte, la fiabilidad de las estadísticas padece del escaso número de registros. Dado que los principales blancos de los piratas en esta región son embarcaciones pequeñas, estos incidentes frecuentemente no son agregados en las estadísticas oficiales, que principalmente se preocupan por los ataques a buques cargueros.: 102  Las víctimas también son reacias a reportar los incidentes a las autoridades, porque creen que sus testimonios no tendrán resultado alguno, o porque desconfían de las autoridades.: 275 
Se ha estimado que durante la década de 1980, alrededor de 100 ataques piratas tuvieron lugar el mar de Joló cada año.: 60 

### Factores para la piratería
A pesar de los esfuerzos de las autoridades malasias y filipinas para detener la piratería en el mar de Joló, este problema persiste.: 155  El escaso patrullaje marítimo, la corrupción, las rivalidades entre ambos estados y reclamos territoriales no resueltos son importantes obstáculos para una eliminación efectiva de la piratería.: 19–20  A veces las propias fuerzas de seguridad están involucradas en la organización de actos de piratería, proporcionando armas e información a los piratas.: 278–279  El carácter litoral del mar de Joló le facilita a los piratas tender emboscadas a sus víctimas y huir de las fuerzas policiales. En tierra, las malas condiciones económicas de la región impulsan a la gente a recurrir a diversas actividades delictivas para vivir, incluso la piratería. A su vez, esta exacerba la pobreza de la población, ya que sus principales objetivos son los mismos habitantes.
También se culpa a la existencia de grupos subversivos como Abu Sayyaf y FILM por la prevalencia de la piratería. No es solo que estos grupos se dediquen a la piratería, sino que los esfuerzos de las fuerzas policiales por suprimirlos también han reducido los recursos que podrían haberse empleado en contra de la piratería.: 38–39  Estos esfuerzos también pueden impulsar a los habitantes de la región a dedicarse a la piratería, ya que las fuerzas policiales frecuentemente acosan a los granjeros, quitándoles su medio de subsistencia.: 38–39  La proliferación de armas ligeras en la región también es alta, como resultado de la débil presencia estatal y la lucha armada de estos grupos, facilitando su obtención por los piratas.: 153 
Los factores culturales también pueden jugar un papel, con la mayoría de piratas contemporáneos del mar de Joló siendo los sucesores de sus antecesores históricos, añadiendo un elemento de aprobación cultural de la piratería. Se ha sugerido que la piratería puede estar motivada en parte por virtudes asociadas, tales como el honor y la masculinidad, que los piratas pueden demostrar al participar en un ataque.: 41  La piratería tampoco es vista como una actividad inherentemente criminal por la población que habita alrededor del mar de Joló, lo cual se refleja en los idiomas de la región.: 273–274 

## Galería

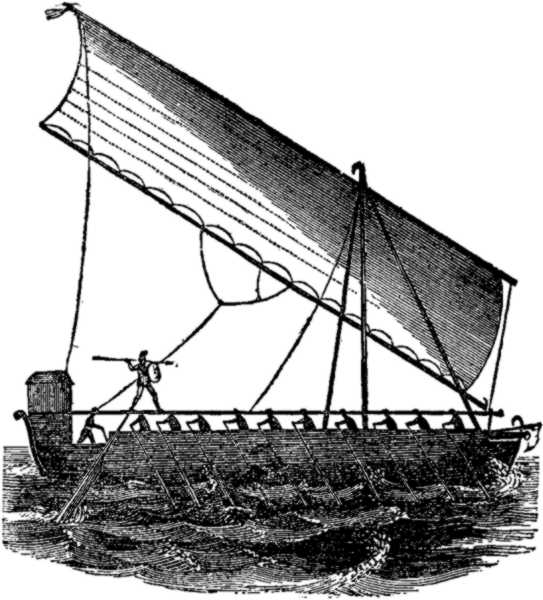
"Un prao pirata en plena persecución", por Charles Ellms (1837).
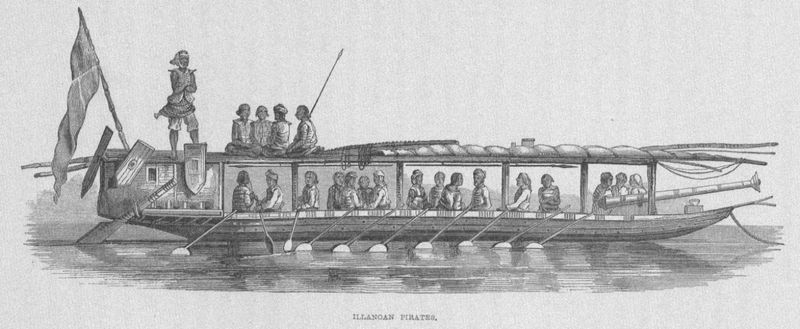
Un garay iranun armado con un lantaka en la proa.
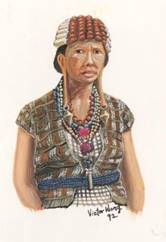
Retrato de un pirata del Joló.
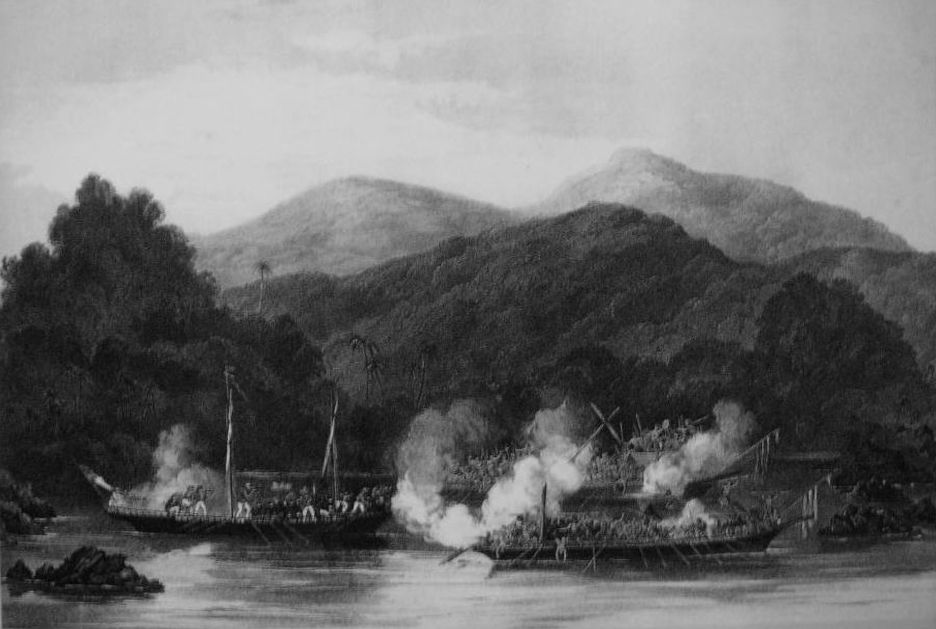
El barco de James Brooke luchando con los piratas en Sarawak.
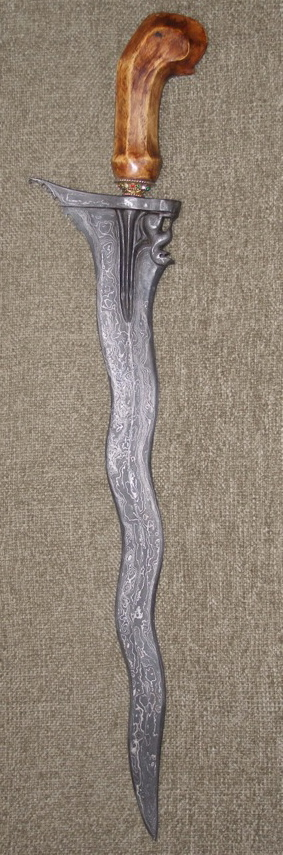
Un kris javanés.
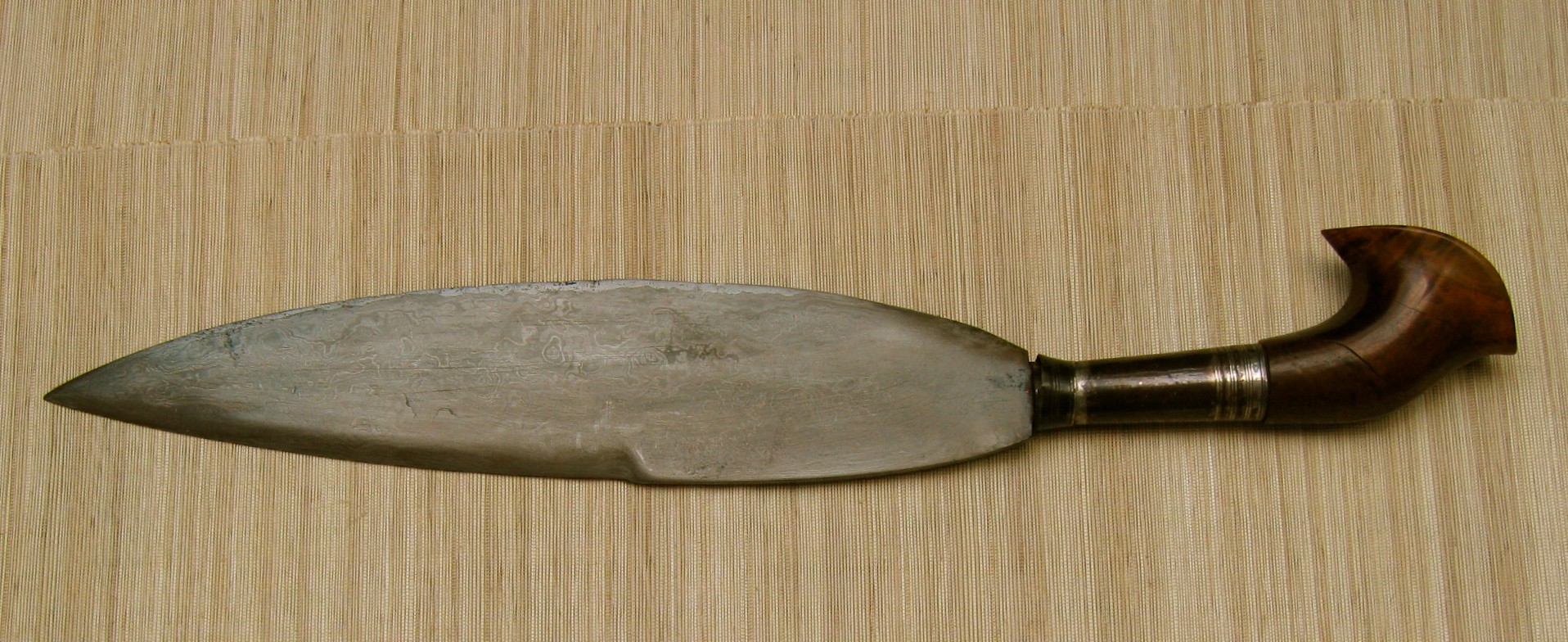
Un barong del siglo XIX del archipiélago de Joló.
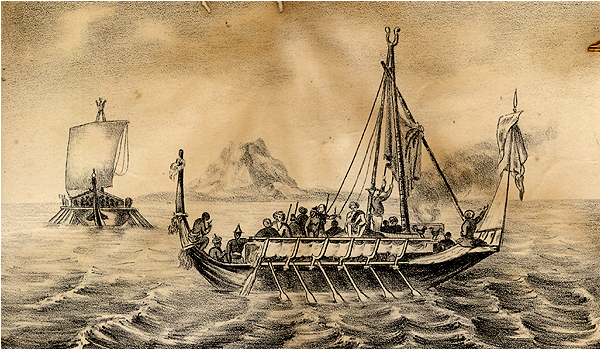
Dos garayes en el mar de Joló, hacia 1850.